# 三隆镇
三隆镇，是中华人民共和国广西壮族自治区钦州市灵山县下辖的一个乡镇级行政单位。

## 行政区划
三隆镇下辖以下地区：
兴隆社区、大田江村、龙山村、关塘村、罩云村、鲁塘村、上楼村、石碑村、大马村、三隆村、下埠村、陈屋山村、石梯村、横岗村、龙楼村、金东村、金西村和蚌降村。